# Лента
Ле́нта (італ. і п'єм. Lenta) — муніципалітет в Італії, у регіоні П'ємонт, провінція Верчеллі.
Лента розташована на відстані близько 530 км на північний захід від Рима, 80 км на північний схід від Турина, 27 км на північ від Верчеллі.
Населення — 861 особа (2014).

## Демографія
Населення за роками:

Станом на 1 січня 2023 року в муніципалітеті офіційно проживали 34 іноземці з 7 країн, серед них 12 громадян країн Євросоюзу та 8 громадян України.

## Сусідні муніципалітети
- Карпіньяно-Сезія
- Гаттінара
- Гемме
- Гізларенго
- Ровазенда